# Pismo Galačanom
Pavlovo Pismo Galačanom je deveta knjiga Nove zaveze in je bilo namenjeno zgodnjekrščanskim skupnostim v Galatiji. To pismo naj bi veljalo za »najbolj Pavlovo od pavlinskih spisov«, kjer je Pavel v jezi povedal, kar je resnično mislil. V njem spregovori o odrešenju in o svobodi, ki jo prinaša Kristusov evangelij, vsebuje pa tudi obširno avtobiografsko poročilo, ki pokriva velik del Pavlovega življenja.
Vplivno je bilo v vseh obdobjih, saj je njegovo oznanilo krščanske svobode teološko premišljeno navodilo za delovanje. Celo Luther ga je imenoval za svoje najljubše pismo, kajti v Pavlovem zavračanju opravičenja po delih postave je našel oporo za zavračanje zveličanja po dobrih delih. Tako vidimo, da je imelo Pismo Galačanom ogromen vpliv na zgodovino krščanstva, razvoj krščanske teologije in študij apostola Pavla (Brown 2008, 465).

## Avtor
Svetopisemski strokovnjaki se strinjajo, da je Pismo Galačanom pravi primer Pavlovega pisanja. Glavni argument za to je njegov slog in teme, ki so skupne pavlinskemu korpusu. Apostol Pavel je bil po narodnosti Jud, kar je temeljito oblikovalo njegovo identiteto. Sam sebe imenuje tudi Hebrejec (razumljeno kot pripadnik judovskega ljudstva od rojstva, lahko pa tudi po spreobrnjenju) in tako poudarja svojo tesnejšo povezavo s Palestino. Pavel je bil Izraelec, iz Benjaminovega rodu, kar pa tudi s ponosom pove, saj se zaveda pomena pripadnosti izvoljenemu ljudstvu od rojstva. Izhajal je iz pravoverne farizejske družine, zato se je že zelo zgodaj spoznal s postavo ter jo začel preučevati, hkrati je bil tudi dober poznavalec grško–helenistične kulture, imel je celo rimsko državljanstvo. Bil je izdelovalec šotorov, hkrati pa je najverjetneje zaradi svoje gorečnosti do judovske postave postal preganjalec Cerkve, ki pa se potem spreobrne v oznanjevalca (Palmisano et al. 2022, 78 ̶ 81).

## Okoliščine nastanka

### Kraj nastanka
Izraz »Galatija« ima dvojni pomen. Najprej je bila Galatija ozemlje med Bitinijo, Pontom, Kapadokijo in Likaonijo ter Frigijo, kjer so živeli Kelti. Okoli leta 25 pred Kristusom pa je cesar Avgust oblikoval rimsko provinco Galatijo, ki je bila večja od prvotnega ozemlja in je vključevala tudi ljudstva, ki niso bila po rodu Galačani (tj. Kelti). Med temi novimi ljudstvi so bili na primer prebivalci Antiohije Pizidijske, Listre, Ikonija, Derb – krajev, kjer je Pavel oznanjal evangelij na svojem prvem misijonskem potovanju (Palmisano et al. 2022, 103).

### Vzrok za nastanek pisma
Ljudje v tistih krajih so Pavla sprejeli kot božjega angela, kar pa se je kasneje spremenilo, saj so nanj začeli gledati kot na sovražnika. In sicer, ko je Pavel odšel iz Galatije, so tam oznanjali evangelij drugi kristjani iz judovstva, katerih evangelij pa je bil drugačen od Pavlovega – kar je Bog storil v Kristusu, so razumeli drugače. Pavel in kasnejši oznanjevalci so se sicer strinjali, da je bilo tisto, kar je Bog v Jezusu Mesiji dopolnil o opravičenju in daru Duha, namenjeno Judom in poganom. Pojavi pa se vprašanje, kako naj pogani sprejmejo božji dar v Jezusu. Po Pavlovem mnenju je Bog opravičeval le po t. i. »Kristusovi veri«, ki pomeni krščansko vero v Kristusa oziroma vero, ki jo Kristus ima ali izraža. Nekateri to razlagajo kot vero v to, kar je Bog storil v Kristusu, posebno po križanju in vstajenju, kar je torej odgovor, ki prinese opravičenje. Drugi to razlagajo kot vero, ki jo je Jezus pokazal, ko je šel h križanju brez vidne božje pomoči. Spet tretji pa zagovarjajo, da je Kristusova vera, ki se kaže v njegovi smrti, njegovim privržencem dana po veri v Kristusa.
Kasnejši oznanjevalci so zagovarjali stališče, da je vera v Kristusa sicer pomembna, ampak opravičenje ni bilo popolno brez izvrševanja del postave (oznanjevanje, ki je poganom ohranilo veliko dediščino judovstva z vsemi nravnimi navodili). Ključni dejavnik pri oznanjevanju del je bilo vztrajanje pri obrezi in obhajanju koledarskih praznikov. Zagovarjali so, da je Bog blagoslovil vsa ljudstva v Abrahamu, kateremu je dal zapoved obreze in nebeški koledar, in po Sari so Judje Abrahamovi potomci, ki so zapoved obreze in postavo, ki je bila dana po Mojzesu, izpolnjevali. Z Jezusom pa se je oznanjevanje razširilo na pogane, ki so Abrahamovi potomci po Hagari, in ki morejo biti vključeni v zavezo, če izpolnjujejo zapoved obreze in dela postave. Ti oznanjevalci so torej prepričali ljudstva Galatije, da jim je Pavel predal okrnjen evangelij, saj jim ni povedal niti da je Abrahamova zaveza odvisna od obreze niti jih ni seznanil z navodili o postavi – in zato naj bi se greh še vedno bohotil med njimi. Hkrati pa so jim tudi dejali, da tudi Jezus, ki je bil obrezan, nikogar ni osvobodil obreze, in da pravi apostoli v Jeruzalemu obhajajo praznike in izpolnjujejo zahteve postave. Nasprotno pa so Pavlu očitali, da Jezusa sploh ni poznal, kot so ga poznali prvi apostoli. In to je bilo dovolj prepričljivo sporočilo. Kot odgovor na kritiko in prepričevanje oznanjevalcev je Pavel napisal pismo ljudstvom v Galatiji ter ponovno utemeljil, da jim je oznanjal resnico in pravi evangelij (Brown 2008, 467 ̶ 468).

### Dve teoriji in čas nastanka

#### Teorija o južni Galatiji
Apostolska dela govorijo, da naj bi Pavel oznanjal evangelij v južnem delu province Galatije – v Anatoliji, Ikoniju, Listri in Derbi, in sicer med prvim potovanjem tj. v letih 46 ̶ 49, in med drugim potovanjem leta 50. Ti razlogi puščajo malo prostora Pavlovi bolezni, ki naj bi bila sploh povod za njegov prvi obisk. Hkrati pa Apostolska dela nikoli ne govorijo o južnem področju kot o Galatiji, ampak ga uvrščajo pod njegova okrožja; navajajo tudi, da je Pavlovo oznanjevanje v južnih mestih bilo namenjeno tako Judom kot poganom, čeprav v pismu nikoli ne pove, da bi bil med občestvom kakšen spreobrnjeni Jud. Dokazi za to teorijo se torej opirajo na Pavlovo navado, da običajno uporablja ime rimskih provinc (npr. Makedonija in Ahaja), in na omembo Barnabe, kot da bi ga naslovljenci poznali (s Pavlom je bil sicer na prvem potovanju, kasneje ne). Je bil Barnaba torej znan le tistim kristjanom, ki jim je oznanjal osebno, ali je bilo njegovo sodelovanje pri jeruzalemskem koncilu (okrog leta 50) poznano širše? Po tej teoriji naj bi Pavel napisal to pismo kadarkoli po tem, ko je leta 50 ponovno obiskal južna mesta, torej po drugem potovanju (Brown 2008, 473).

#### Teorija o severni Galatiji
Ta teorija velja za bolj sprejemljivo in je torej teorija večine. Izraz »Galatija« in naslavljanje »Galačanov« naj bi bilo po mnenju te teorije primernejše za ljudstvo tega porekla, kot pa za helenizirano prebivalstvo na jugu. Kdaj je torej Pavel prispel na narodnostno ozemlje Galačanov? Na drugem potovanju je ponovno obiskal južni del province, nato pa Apostolska dela poročajo, da »so potovali skozi Frigijo in deželo Galačanov, kjer jim je Sveti Duh branil, da bi oznanjali besedo v provinci Aziji. Ko so prišli do Mizije, so poskušali priti v Bitinijo, toda Jezusov Duh jim tega ni dovolil« (Apd 16,6–7). Tukaj se postavi vprašanje: ali Apostolska dela menijo, da so potovali proti zahodu skozi frigijsko področje province Galatije (in da še vedno niso bili v severni Galatiji) ali pa to pomeni, da so šli skozi Frigijo na ozemlje prave (tj. severne) Galatije. Verjetno je prvo mnenje zemljepisno bolj utemeljeno. Če sprejmemo drugo možnost, pa lahko skrivnostno razlago, da »jim je Sveti Duh branil«, razložimo s Pavlovo boleznijo (Gal 4,13), kar je potemtakem oviralo njegovo misijonarjenje.
V Apostolskih delih pomeni torej »Frigija in dežela Galačanov« učence, ki jih je pridobil na prejšnjem potovanju (tj. drugem), saj v Apd 18,23 beremo, da je Pavel na začetku tretjega potovanja »prehodil deželo Galačanov in Frigijo ter povsod utrjeval učence« (Brown 2008, 473). Ta teorija ponuja torej dve možni dataciji nastanka pisma. Prva pravi, da ko je šel Pavel drugič čez področje Galatije in Frizije, je prišel v Efez, kjer je ostal tri leta (54 ̶ 56). Verjetno je zvedel, da so kasnejši oznanjevalci pridobili Galačane za drugačen evangelij, kar je lahko spodbudilo Pavlovo pismo leta 54 ali 55. Če je pismo doseglo svoj namen, je poskus ozdravljanja mogoče nakazal njegov načrt v 1 Kor 16,1 (tj. »Glede nabirke za svete pa storite tudi vi, kakor sem naročil Cerkvam v Galatiji«), ko se je leta 57 odpravil iz Efeza h galačanskim Cerkvam, ki naj bi prispevale k nabirki za Jeruzalem. Druga razlaga datacije pravi, da tako ozdravljenje ni bilo mogoče in da je bil ta načrt (1 Kor 16,1) zamišljen, preden je Pavel izvedel, kakšen učinek je imelo njegovo Pismo Galačanom. Opustil naj bi načrt za nabirko v Galatiji in pismo napisal kot grajo konec leta 57. Kot dokaz za to kasnejšo datacijo strokovnjaki navajajo podobnost med Pismom Galačanom in Pismom Rimljanom. Sicer ima datacija v sredino petdesetih let več pristašev, a je ob teh dokazih vprašanje še vseeno odprto (Brown 2008, 474).

## Literarna analiza
Pismo Galačanom je avtentično pismo, tj. da je zanj splošno priznano, da je njegov avtor Pavel. Namenjeno je oznanjevanju tako Judom kot tudi poganskim kristjanom. Pismo je opredeljeno kot epistola – gre za neko obširnejšo komunikacijo, ki je literarno obdelana, in se zato v njej izgubi neposrednost odnosa (Pavlova pisma so sicer obširnejša, a imajo tudi nekatere značilnosti neposredne komunikacije ter se tako razlikujejo od pisem v antičnem svetu.) Temu pismu je težko določiti samo književno zvrst, še najbolj sodi k t. i. »pojasnjujoči in spodbudni pripovedi«, zvrsti, ki je dokaj podobna zagovoru pred sodiščem in apologetskemu filozofskemu pismu. Kot tudi v drugih pismih, se tudi v tem Pavel najprej predstavi, in sicer kot apostol. Sledi njegov značilen pozdrav: »milost in mir«, nato pa prehaja v avtobiografsko pripoved, sledi obnova svetopisemskih dogodkov, ki razodevajo različne bivanjske možnosti, s katerimi so Galačani soočeni; za tem Pavel preide k opominom kot neposrednim navodilom za delovanje. Pismo kot običajno sklene s pozdravom in blagoslovom. Torej gre za nekakšno obliko sodnega govora: najprej se pripovedujejo dogodki, to, kar je potrebno dokazati; nato se navajajo preizkušnje/priče, ki slednje potrjujejo; na koncu se navede tudi ugovore/nasprotovanja z zaključnim zagovorom, ki vsebuje še nekakšen sklepni poziv poslušalcem, da sprejmejo vsebino. V pismu lahko torej zasledimo tri osnovne retorične zvrsti: sodno govorništvo, svetovalno–odsvetovalno (politično) govorništvo in hvalilno–grajalno govorništvo (Palmisano et al. 2022, 104).

## Struktura
Glede na vsebino lahko pismo razdelimo na tri dele: v prvem delu predstavi Pavel pravi Kristusov evangelij in samega sebe kot njegovega apostola (1 ̶ 2), v drugem delu se sklicuje na argumente v odrešenjski zgodovini, ki potrjujejo legitimnost Kristusove Cerkve in njeno izvolitev (3 ̶ 4), v tretjem delu pa spregovori o krščanski svobodi in sadovih Duha. Po pozdravu prehaja pismo v avtobiografsko pripoved, s katero poskuša Pavel pridobiti bralce za t. i. evangelij svobode, ki ga je kot takega najprej izkusil sam. Nato na podlagi odrešenjske zgodovine argumentira prehod odrešenjske obljube na vse, ki verujejo v Kristusa. V zaključku pa opominja in spodbuja k življenju v svobodi evangelija, ki bo razodevalo sadove Duha. Kot običajno pismo sklene s pozdravom in blagoslovom. V vsakem delu tudi najprej postavi neko tezo, ki jo v nadaljevanju argumentira (Palmisano et al. 2022, 104).
Členitev po vsebini: (Brown 2008, 466):
- 1,1–10: uvod

1. 1,1–5: uvodni obrazec – Pavel se brani z opisovanjem apostolata in tega, kar je storil Kristus
2. 1,6–10: exordium/uvod – opisuje vprašanje, nasprotnike in resnost zadeve (prekletstva)

- 1,11 ̶ 2,14: Pavel brani trditev o svojem evangeliju in pripoveduje, kako je do tedaj oznanjal evangelij
- 2,15–21: razpravljanje z nasprotniki, svoj evangelij primerja z njihovim; kristjan je opravičen po veri v Kristusa in ne z izpolnjevanjem Postave
- 3,1 ̶ 4,31: dokazi za opravičenje po veri in ne po Postavi; šest razlogov iz preteklih izkušenj Galačanov in iz Svetega pisma s posebnim poudarkom na Abrahamu
- 5,1 ̶ 6,10: etična spodbuda, naj ohranijo svojo svobodo in živijo v Duhu
- 6,11–18: zaključek – izviren pripis s Pavlovo roko (za razliko od pisarja, ki je pisal po nareku); povzetek stališča do obreze; blagoslov.

## Analiza sporočila
V uvodnem obrazcu (tj. 1,1–5), se Pavel imenuje za apostola, kar je drugače kot na primer v Prvem pismu Tesaloničanom. Tega položaja pa ni dobil od ljudi, temveč od Jezusa Kristusa in od Boga. To pismo je tudi edino (če izvzamemo Pismo Rimljanom, katerim Pavel ni nikoli oznanjal), kjer poleg sebe ne imenuje nikogar, ki bi skupaj z njim pošiljal to pismo. Namenjeno je Cerkvam v Galatiji, saj je bil Pavel tam tarča napadov in je zato njegov odgovor/pismo dokaj oseben – jezen.
Jedro se začenja z t. i. exordiumom (tj. uvod 1,6–10), kjer v zajedljivem tonu začudenega razočaranja hitro preide k bistvenemu vprašanju, nasprotnikom in resnosti zadeve: ni drugega evangelija kot je tisti, ki ga je oznanjal Pavel, ko je v Kristusovi milosti poklical Galačane, in prekleti so tisti, ki oznanjajo karkoli drugega. Nato uporabi govorniški obrazec obrambe pred sodiščem in v obliki pisma napiše apologijo oziroma obrambo (1,11  ̶  2,21) v ostrem tonu, a uporabi tudi veliko govorniških prijemov. To bi si lahko predstavljali kot namišljeno sodno obravnavo, v kateri so oznanjevalci drugačnega evangelija tožniki, Pavel je obtoženec, Galačani pa sodniki. Bistvena Pavlova trditev je torej, da evangelija, ki ga oznanja, ni prejel od ljudi, ampak preko Božjega razodetja (1,11–12). Kot primer navede tudi svojo lastno zgodbo o spreobrnjenju in oznanjevanju. Pri tem se dotakne nekaterih ključnih točk kot na primer: Božje razodetje in poslanstvo; neodvisnost jeruzalemskih apostolov; nasprotovanje tistih, ki vztrajajo pri obrezi za pogane; dogovor med njim in voditelji v Jeruzalemu, ki to nasprotovanje zavrača, in potrditev, da mu je bilo zaupano oznanjevanje evangelija med neobrezanimi (1,13  ̶  2,10). Ko opisuje zagovornike obreze, ki so kasneje iz Jeruzalema prišli v Antiohijo in trdili, da so Jakobovi predstavniki, predpostavlja, da so bili predhodniki tistih, ki so prišli v Galatijo (verjetno iz Jeruzalema). Svojo obrambo evangelija proti prejšnjim nasprotnikom v Antiohiji spoji v pogovor z oznanjevalci izmed kristjanov iz judovstva v Galatiji (2,11–14 z 2,15–21). Drugače bi lahko to ubesedili tako: »Po rodu smo oboji Judje in poznamo postavo; vendar tudi vemo, da ne moremo biti opravičeni po delih Postave; pravzaprav, ko smo spoznavali Jezusa, smo mi Judje spoznali, da smo grešniki. Tako sem odmrl Postavi in bil opravičen po veri v Jezusa Kristusa, ki je sebe daroval zame in zdaj živi v meni.«
Nato Pavel zaporedoma navede šest dokazov iz izkustva in Svetega pisma, da bi prepričal nespametne Galačane, ki so dopustili, da so bili »uročeni«. V prvem dokazu (3,1–5) govori, da ko je oznanjal Kristusa križanega, so Galačani prejeli Duha, ne da bi izpolnjevali dela postave – kako naj bi bila torej ta dela potrebna? Drugi dokaz (3,6–14) govori o tem, da proti vztrajanju oznanjevalcev pri (Abrahamovi) obrezi lahko navede Božjo obljubo, da bodo v Abrahamu blagoslovljeni vsi narodi – ta obljuba pa je neodvisna od obreze. S tem, da je neobrezanim poganom po veri dal Duha, je Bog izpolnil obljubo Abrahamu, človeku, katerega vero je priznal kot pravičnost (1 Mz 15,6). Tretji dokaz (3,15–25) zagovarja dejstvo, da pravnomočne oporoke kasnejša dodajanja ne morejo razveljaviti – postava je bila dana 430 let po obljubah Abrahamu. Kako naj bo torej dediščina teh obljub odvisna od izpolnjevanja postave? Postava je bila le začasen varuh, dokler ni prišel Kristus. V četrtem dokazu (3,26  ̶  4,11) Pavel govori o tem, da so bili Galačani sužnji demonov vesolja, z odrešenjem po Božjem Sinu in ko so postali Božji posinovljenci, so izkusili svobodo Božjih otrok. Zakaj bi torej spet hoteli postati sužnji, tokrat zahtev Postave? Peti dokaz (4,12–20) izpostavi, da so Galačani Pavla sprejeli zelo dobro, kot angela – kako je lahko sedaj postal njihov sovražnik, kot so ga želeli prikazati oznanjevalci? V šestem dokazu (4,21–31) govori, da so se oznanjevalci sklicevali na Abrahama, Hagaro in Saro, a so nauk razumeli napačno. Hagara, dekla, ne predstavlja poganskega potomstva, ampak sedanji zemeljski Jeruzalem in na gori Sinaj dano Postavo, ki zasužnjuje. Sara, svobodna žena, pa predstavlja nebeški Jeruzalem in zavezo Božje obljube Abrahamu. Ona je mati vseh, ki so postali svobodni v Kristusu.
Po teh šestih dokazih Pavel jedro pisma zaključi s strastnim opominjanjem (5,1  ̶  6,10) pred oznanjevalci in s svarilom, da Postava Galačanom ne bo pomagala proti delom mesa (ki nasprotujejo delom Duha v 5,19–26). Veličastna potrditev v 5,6 – »v Kristusu Jezusu nič ne velja ne obreza ne neobreza, marveč vera, ki deluje po ljubezni« – pojasni, da Pavel obreze ni smatral za nekaj slabega, ampak za nekaj, kar poganom ne more prinesti opravičenja. Pove tudi, da je bila Pavlu vera, ki sprejema delovanje tega, kar je storil Kristus, tisto, kar naj bi izražalo ljubezen v vernikovem življenju. Delovanje Boga je videl tako v veri kot v ljubezni in niti eno niti drugo ni samo človeški odziv. Oznanjevalci lahko sicer govorijo o »Kristusovi postavi«, a ta ni sinajska postava, ampak dolžnost, da drug drugemu nosimo bremena (6,2).
Na koncu pisma pa Pavel prekine pisarja in zaključek (6,11–18) proti obrezi napiše lastnoročno in z velikimi črkami. Oznanjevalci so poveličevali Izraelovo vzvišenost. Pavel oznanja t. i. Božji Izrael, kjer je vseeno, ali je nekdo obrezan ali ne. Glede napadov oznanjevalcev nanj, pa Pavel pravi: »Zanaprej naj mi nihče ne povzroča nevšečnosti; jaz namreč nosim Jezusova znamenja na svojem telesu« (6,17). Kar je torej Pavel pretrpel kot apostol, je pomembnejše od znamenja njegove obreze (Brown 2008, 468 ̶ 471).

## Teološki poudarki

### Evangelij
Že na začetku samega pisma (1,7–8) je omenjeno, da evangelij, ki ga Pavel oznanja prihaja od Boga in ne od človeka. Ni ga prejel od človeških učiteljev, ampak po razodetju Jezusa Kristusa (1,12). To razodetje je Pavlu dalo novo razumevanje in po njem je videl, kako je Bog z Jezusovim križanjem spremenil svet. Apostolu v polemiki torej ni šlo za osebne interese, ampak za resnico edinega evangelija, za svobodo, ki jo ta evangelij oznanja, in s tem Kristusov križ, ki je edini vir svobode. Pismo Galačanom je sicer na nek način gotovo tudi pismo o Pavlovem poimenovanju avtoritete – izhodišče za dokazovanje je prav njegova avtoriteta – vendar pa ta avtoriteta po apostolovem pojmovanju prihaja le od Boga in je neovrgljiva le zato, ker je vselej podrejena Jezusu Kristusu in merilu križa (Brown 2008, 476).

### Opravičenje
Naslednji poudarek temelji na tem, da opravičenje prihaja po Kristusu in ne po delih (2,16). V citatu 2,16 torej beremo: » … vemo, da človek ni opravičen po delih Postave, ampak edinole po veri v Jezusa Kristusa …«. Na tem mestu je jasno navedeno, da je človek opravičen z vero v Kristusa, ki se kaže v njegovi pokorščini Bogu z njegovo smrtjo na križu. Na podlagi te vere človek verjame v Kristusa. Če si človek zamišlja, da si odrešenje lahko zasluži z izpolnjevanjem del postave, je postal »mesen« – tako Pavel tudi imenuje človekovo samozadostnost in samozadovoljnost. Delovanje Duha, ki se mu odpremo po veri v Kristusa, pa nas osvobaja mesa in nas dela za Božje sinove; če pa je človek mesen, ostaja suženj greha, ki se ga sam ne more rešiti. Tukaj je vredno omeniti še besedno zvezo »Kristusov zakon«. Pri razlagi te besedne zveze se pojavljajo različne interpretacije. Nekateri jo razlagajo kot vsoto Jezusovih besed, ki deluje kot »nova Tora za vernike«; drugi kot t. i. zakon, ki je Kristus; spet tretji pa verjamejo, da je Kristusov zakon enakovreden »zakonu ljubezni«, ki je tudi omenjen v 5,13–14, saj ko verniki ljubijo druge, se obnašajo tako, kot se je obnašal Kristus, in izpolnjujejo njegovo postavo (Svetopisemska družba Slovenije b. d.).

### Svoboda
Pismo Galačanom je najpomembnejša svetopisemska utemeljitev svobode, ki pa noče biti stvar teorije, ampak gre za teološko premišljeno »navodilo za delovanje«, kar pomeni celostno, bivanjsko, osebnostno uresničenje resnične svobode, ki je podarjena po veri. Krščanska svoboda torej izhaja iz daru Kristusovega odrešenja v tistem, ki veruje (»Ne živim več jaz, ampak Kristus živi v meni« 2,20). Pismo Postavo sooča s svobodo. Ena od privlačnosti sporočila oznanjevalcev so bila verjetno jasna nravna navodila v postavi. Svoboda je privlačna, a jo je potrebno opredeliti – ali gre za svobodo od Postave, svobodo od dolžnosti in nadzorovanja, svobodo od greha, svobodo, da delamo, kar hočemo, svobodo ljubezni in služenja. Svoboda more odpreti vrata tudi razuzdanosti, kot se je zgodilo v Galatiji. Pavel pa je na to odgovoril z grajanjem napačnega razumevanja svobode (5,13) in svaril tiste, ki hodijo v Duhu, da se varujejo »del mesa«, ki jih našteva (5,17–21). Krščansko svobodo ogroža torej predvsem napačno razumevanje Postave. Presenetljivo se zdi, da so prav te Pavlove besede postale nekakšen zakon, ki je v teh stvareh vodil kristjane (Brown 2008, 477).

### Družbena ureditev sveta
V pismu najdemo znamenito zanikanje razlik med Judom in Grkom, sužnjem in svobodnim, moškim in žensko (3,28), pri katerem pa ne gre povsem za izjavo o družbeni in politični enakosti. Je izjava o enakosti po Kristusu v Božjem odrešenjskem načrtu: »Vsi ste eden v Kristusu Jezusu«. Hkrati pa je ravno Pavel, ki je to izrekel, dopuščal neenakosti med kristjani – pogani so samo veja divje oljke, cepljene na plemenito Izraelovo drevo; tisti, ki so bili sužnji, ko so bili poklicani h Kristusu, naj to tudi ostanejo; ženskam naj v Cerkvi ne bo dovoljeno govoriti in naj ostanejo podložne (Rim 11,24; 1 Kor 7,20–21; 1 Kor 14,34). Kljub temu pa vseeno mnogi kristjani v Pavlovih izjavah prepoznavajo razgibanost evangelija, ki lahko gre ali celo mora iti onkraj njegovega videnja – kako naj to teološko uveljavimo, ne da bi Gal 3,28 neupravičeno imeli za napoved ideala francoske revolucije (Brown 2008, 477).

## Seznam virov
- Brown, E. 2008. Uvod v Novo zavezo. Celje: Mohorjeva družba.
- Palmisano, Carmela, Samo Skralovnik, Maksimiljan Matjaž, Mirjana Filipič in Marijan Peklaj. 2022. Uvod v Novo zavezo: skripta za interno uporabo študentov. Ljubljana: Teološka fakulteta.
- Svetopisemska družba Slovenije. (b. d.). Uvod v Pismo Galačanom. Https://www.biblija.net/biblija.cgi?m=Gal+0&id0=1&pos=0&set=6&l=sl (pridobljeno: 10. 5. 2022).